# 合肥科技职业学院
合肥科技职业学院（英文：Hefei Science and Technology College），是安徽省合肥市的一所民办全日制普通高等职业院校。

## 校史沿革
学院前身为1984年成立的安徽微型机函授大学，1987年经国务院批准成立中国计算机函授学院，隶属于国家科技部。

## 院系设置
截至2019年，学校共设有5个系，开设20余个专业：
- 建筑工程系
- 汽车工程系
- 电子信息系
- 经济管理系
- 人文艺术系